# Olszowa Dąbrowa
Olszowa Dąbrowa – wieś sołecka w Polsce położona w województwie mazowieckim, w powiecie białobrzeskim, w gminie Stromiec.
| SIMC    | Nazwa   | Rodzaj     |
| ------- | ------- | ---------- |
| 0638926 | Choiny  | część wsi  |
| 0638932 | Nijaków | przysiółek |

W latach 1975–1998 miejscowość położona była w województwie radomskim.
Wierni kościoła rzymskokatolickiego należą do parafii św. Teresy od Dzieciątka Jezus w Dobieszynie.